# Zespół Filmowy „X”
Zespół Filmowy „X” (ZF „X”) – polska państwowa wytwórnia filmowa, powstała 1 stycznia 1972, rozwiązana 1 maja 1983.
Kierownikiem artystycznym studia był Andrzej Wajda, szefem produkcji Barbara Pec-Ślesicka, zaś kierownikami literackimi Konstanty Puzyna (1972–1973) i Bolesław Michałek (1973–1983).

## Filmografia
- 1984: Remis, reż. Krzysztof Lang
- 1983
  - Wierna rzeka, reż. Tadeusz Chmielewski
  - Święto księżyca, reż. Maciej Wojtyszko
  - Synteza, reż. Maciej Wojtyszko
  - Stan wewnętrzny, reż. Krzysztof Tchórzewski
  - Planeta krawiec, reż. Jerzy Domaradzki
- 1982
  - Przesłuchanie, reż. Ryszard Bugajski
  - Odwet, reż. Tomasz Zygadło
  - Matka Królów, reż. Janusz Zaorski
  - Danton, reż. Andrzej Wajda (współpraca produkcyjna)
- 1981
  - Wielki bieg, reż. Jerzy Domaradzki
  - W obronie własnej, reż. Zbigniew Kamiński
  - Spokojne lata, reż. Andrzej Kotkowski
  - Książę, reż. Krzysztof Czajka
  - Kobieta samotna, reż. Agnieszka Holland
  - Jan Serce, reż. Radosław Piwowarski
  - Dziecinne pytania, reż. Janusz Zaorski
  - Człowiek z żelaza, reż. Andrzej Wajda
  - Był jazz, reż. Feliks Falk
- 1980
  - Zajęcia dydaktyczne, reż. Ryszard Bugajski
  - Z biegiem lat, z biegiem dni…, reż. Edward Kłosiński, Andrzej Wajda
  - Olimpiada ’40, reż. Andrzej Kotkowski
  - Laureat, reż. Jerzy Domaradzki
  - Gorączka, reż. Agnieszka Holland
  - Głosy, reż. Janusz Kijowski
  - Ćma, reż. Tomasz Zygadło
- 1979
  - Szansa, reż. Feliks Falk
  - Bezpośrednie połączenie, reż. Juliusz Machulski
  - Po drodze, reż. Márta Mészáros
  - Panny z Wilka, reż. Andrzej Wajda
  - Obok, reż. Feliks Falk
  - Niewdzięczność, reż. Zbigniew Kamiński
  - Kung-fu, reż. Janusz Kijowski
  - Kobieta i kobieta, reż. Ryszard Bugajski
  - Dyrygent, reż. Andrzej Wajda
  - Córka albo syn, reż. Radosław Piwowarski
  - Cham, reż. Laco Adamík
- 1978
  - Wśród nocnej ciszy, reż. Tadeusz Chmielewski
  - Wsteczny bieg, reż. Laco Adamík
  - Bez znieczulenia, reż. Andrzej Wajda
  - Bestia, reż. Jerzy Domaradzki
  - Aktorzy prowincjonalni, reż. Agnieszka Holland
- 1977
  - Wodzirej, reż. Feliks Falk
  - Sprawa Gorgonowej, reż. Janusz Majewski
  - Rytm serca, reż. Zbigniew Kamiński
  - Prawo Archimedesa, reż. Mariusz Walter
  - Pokój z widokiem na morze, reż. Janusz Zaorski
  - Pani Bovary to ja, reż. Zbigniew Kamiński
  - Indeks. Życie i twórczość Józefa M., reż. Janusz Kijowski
  - Ciuciubabka, reż. Radosław Piwowarski
- 1976
  - Zdjęcia próbne, reż. Agnieszka Holland
  - Trochę wielkiej miłości, reż. Paweł Kędzierski
  - Smuga cienia, reż. Andrzej Wajda
  - Ostatnie takie trio, reż. Jerzy Obłamski
  - Niedzielne dzieci, reż. Agnieszka Holland
  - Motylem jestem, czyli romans 40-latka, reż. Jerzy Gruza
  - Długa noc poślubna, reż. Jerzy Domaradzki
  - Człowiek z marmuru, reż. Andrzej Wajda
- 1975
  - Ziemia obiecana [TV], reż. Andrzej Wajda
  - Wieczór u Abdona, reż. Agnieszka Holland
  - W środku lata, reż. Feliks Falk
  - Partita na instrument drewniany, reż. Janusz Zaorski
  - Obrazki z życia, reż. Włodzimierz Kamiński
  - CDN, reż. Tadeusz Szarski
- 1974
  - Ziemia obiecana, reż. Andrzej Wajda
  - Sędziowie. Tragedya, reż. Konrad Swinarski
  - Czterdziestolatek, reż. Jerzy Gruza
- 1973
  - Żółw, reż. Andrzej Kotkowski
  - Stracona noc, reż. Janusz Majewski
  - Nocleg, reż. Feliks Falk
  - Myśliwy, reż. Krzysztof Wierzbiański
  - Listy naszych czytelników, reż. Stanisław Latałło
  - Dziewczyna i gołębie, reż. Barbara Sass
- 1972
  - Wesele, reż. Andrzej Wajda
  - Ostatni liść, reż. Barbara Sass
  - Obszar zamknięty, reż. Andrzej Brzozowski
  - Diabeł, reż. Andrzej Żuławski